# Mae Sot
Mae Sot (in thailandese แม่สอด) è una città maggiore (thesaban nakhon) della Thailandia. Il territorio comunale occupa una parte del distretto di Mae Sot, nella Provincia di Tak e nel gruppo regionale della Thailandia del Nord. Anche se a Tak ha sede il governo provinciale, Mae Sot è la città più popolosa della provincia; nel 2019 aveva 41 424 residenti contro i 16 426 di Tak.
Si trova in prossimità del confine con la Birmania, è uno dei più importanti valichi di frontiera e nodi di collegamento tra i due Paesi, nonché importante centro di accoglienza per molti rifugiati birmani, molti dei quali immigrati illegali.

## Geografia fisica

### Territorio
Mae Sot si trova nella stretta valle del fiume Moei, che più a nord si getta nel Saluen e segna il confine con la Birmania. Nel 1997 fu inaugurato sul fiume il ponte dell'amicizia Thai-Myanmar che collega Mae Sot alla cittadina birmana di Myawaddy. La struttura si sarebbe rivelata insufficiente per la grande mole di traffico e nel 2019 venne aperto il secondo ponte dell'amicizia Thai-Myanmar, in prossimità del primo. A est Mae Sot è sovrastata dalla parte meridionale della catena Thanon Thong Chai, mentre a ovest, oltre il fiume, si erge la catena Dawna. Si trova 86 km a ovest di Tak e 500 km a nord-nordovest di Bangkok.

### Clima
La temperatura media mensile massima è di 36,8° ad aprile, durante la stagione secca, con un picco di 41,6° registrato a maggio, mentre la media mensile minima è di 15,3° a gennaio, nella stagione fresca, con un picco di 4,5° a dicembre. La media massima mensile delle precipitazioni piovose è di 329 mm in luglio, nella stagione delle piogge, con un picco giornaliero di 207,4 mm in luglio. La media minima mensile è di 1,7 mm in gennaio. La stagione fresca va da novembre a febbraio, quella secca da febbraio ad aprile e quella delle piogge da aprile a ottobre.

## Storia
Fino alla metà del XIX secolo, il sito dove si trova Mae Sot era parte di un'area forestale dove transitavano i commerci tra il Siam e la Birmania, che dal 1824 era finita sotto l'influenza dell'India britannica. L'occupazione della Bassa Birmania da parte dei britannici aveva incrementato i traffici tra i due Paesi lungo la direttrice Moulmein - Chiang Mai, che passava per questa zona. Negli anni successivi alcuni di questi mercanti e trafficanti, appartenenti a svariate etnie stanziate in Birmania, si trasferirono in quest'area di frontiera. In realtà le frontiere vennero demarcate tra i siamesi e i britannici nel 1868 ma non furono stabiliti valichi di frontiera e il transito tra i due Paesi sarebbe continuato senza controlli fino alla fine degli anni 1980. Nei primi anni del XX secolo l'insediamento si sviluppò con l'arrivo di nuovi birmani orientali, in particolare dell'etnia mon, che costruirono quattro templi del buddhismo theravada di scuola mon e affermarono la propria influenza culturale, anche perché i siamesi erano una minoranza. L'insediamento a Mae Sot di mercanti mon provenienti dalla Birmania continuò fino alla seconda guerra mondiale e in quel periodo si formò in città anche una nutrita comunità di karen, a loro volta provenienti dalla Birmania orientale.
Negli anni 1930 Mae Sot contava 12 000 abitanti, aveva lo status di villaggio (muban) ed era guidata dal capo-villaggio (in thailandese ผู้ใหญ่บ้าน, phu yai ban), Il 30 settembre 1939 divenne una municipalità con giurisdizione su 27 villaggi. Dai primi anni del dopoguerra, con l'indipendenza della Birmania, Mae Sot divenne un punto di approdo per centinaia di migliaia di rifugiati di varie etnie radicate in Birmania e in lotta contro il governo centrale. In città e nei dintorni furono aperti centinaia di sweatshop e aziende agricole dove questi immigrati, molti dei quali illegali, senza permesso di lavoro e bambini lavoratori, sono stati sfruttati e costretti a vivere in condizioni di estrema miseria dai thailandesi. Con il rilassamento delle tensioni etniche in Birmania agli inizi del XXI secolo, molti degli immigrati hanno fatto ritorno alle loro terre dopo aver pagato ingenti somme di denaro ai trafficanti di esseri umani. Altri traffici illegali che passano per Mae Sot sono quelli di metanfetamina e sigarette prodotte in Birmania, e di valuta. Nel 2010 Mae Sot ottenne lo status di città maggiore (thesaban nakhon).

## Sede amministrativa del distretto

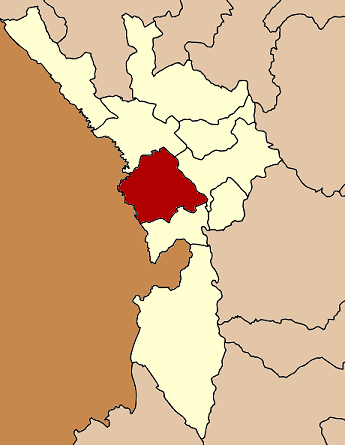
Localizzazione del distretto di Mae Sot nella provincia di Tak

La città di Mae Sot è il centro del Distretto di Mae Sot, uno dei 9 che formano la Provincia di Tak.